# Marge Simpsonová
Marjorie Jaqueline „Marge“ Simpsonová (rodným příjmením Bouvierová) je fiktivní postava z amerického animovaného seriálu Simpsonovi.
Je založená na skutečné Marge, matce Matta Groeninga. V původním znění jí hlas propůjčila Julie Kavnerová a poprvé se v televizi objevila 19. dubna 1987 ve skeči Good Night v The Tracey Ullman Show. Marge vytvořil a navrhl kreslíř Matt Groening, když čekal v hale kanceláře Jamese L. Brookse. Groening byl vyzván, aby předložil sérii skečů na motivy komiksu Life in Hell, ale místo toho se rozhodl vytvořit novou sadu postav. Postavu pojmenoval po své matce Margaret Groeningové. Po třech sezónách účinkování v The Tracey Ullman Show dostala rodina Simpsonových vlastní seriál na stanici Fox, který debutoval 17. prosince 1989.
Marge je matriarchou rodiny Simpsonových. Se svým manželem Homerem má tři děti: Barta, Lízu a Maggie. Marge je v rodině moralizující silou a často poskytuje uzemňující hlas uprostřed rodinných výstřelků tím, že se snaží udržet pořádek v domácnosti Simpsonových. Často je zobrazována jako stereotypní televizní matka a často se objevuje na žebříčcích nejlepších „televizních matek“. Objevila se i v dalších médiích týkajících se Simpsonových – včetně videoher, Simpsonových ve filmu, atrakce The Simpsons Ride, reklam a komiksů – a inspirovala celou řadu zboží.
Margin charakteristický modrý účes ve tvaru včelího úlu byl inspirován kombinací účesu nevěsty ve filmu Frankensteinova nevěsta a účesu, který nosila Margaret Groeningová v 60. letech. O namluvení Marge byla požádána Julie Kavnerová, která byla členkou původního obsazení The Tracey Ullman Show, aby nebylo potřeba více dabérů. Kavnerová získala za namluvení Marge několik ocenění, včetně ceny Primetime Emmy za vynikající hlasový výkon v roce 1992. Za svůj výkon v Simpsonových ve filmu byla také nominována na cenu Annie za nejlepší hlasový výkon v animovaném filmu. V roce 2000 získala Marge spolu se zbytkem své rodiny hvězdu na hollywoodském chodníku slávy.

## Role vSimpsonových
Simpsonovi používají plovoucí časovou osu (postavy fyzicky nestárnou), a proto se obecně předpokládá, že se seriál odehrává v aktuálním roce. V několika epizodách byly události spojeny s konkrétními časovými obdobími, ačkoli tato časová osa byla v dalších epizodách popřena. Marge Simpsonová je vdaná za Homera a je matkou Barta, Lízy a Maggie Simpsonových. Vychovávali ji rodiče Jacqueline a Clancy Bouvierovi. Má dvojici sester, Patty a Selmu, které obě hlasitě neschvalují Homera. V díle Takoví jsme byli (2. řada, 1991) je prostřednictvím retrospektivy odhaleno, že Marge navštěvovala Springfieldskou střední školu a v posledním ročníku se seznámila s Homerem Simpsonem poté, co byli oba posláni být po škole – Homer za kouření na záchodě s Barneym a Marge za spálení podprsenky při feministickém protestu. Zpočátku byla vůči Homerovi ostražitá, ale souhlasila, že s ním půjde na maturitní ples, i když nakonec šla s Artiem Ziffem poté, co Homer dostal hodiny doučování jako prostředek, jak ji lépe poznat, a zároveň věděl, že se potřebuje vyspat na školní sraz. Litovala však, že s Artiem šla, když na ni po plese začal tlačit, aby měla sex. Na konci večera, když ji Artie odvážel domů poté, co dostala facku, spatřila Homera, jak jde po kraji silnice s korsáží určenou pro ni. Poté, co slyšela, jak její rodiče vyjadřují své negativní názory na Homera, vzala si vlastní auto a vrátila se, aby ho svezla. Následně řekla Homerovi, že s ním měla jít na ples, a on jí opravil utržené ramínko s korsáží. Během jízdy jí řekne, že ji bude objímat a líbat a nikdy ji nebude moci pustit. Poté, co spolu ti dva několik let chodili, Marge zjistila, že čeká Barta, a s Homerem se vzali v malé svatební kapli na druhé straně státní hranice. Bart se narodil brzy poté a manželé si koupili svůj první dům. Epizoda Zlatá devadesátá (19. řada, 2008) popřela většinu zavedeného příběhu; například bylo odhaleno, že Marge a Homer byli na začátku 90. let bezdětní, ačkoli předchozí epizody naznačovaly, že Bart a Líza se narodili v 80. letech.
Stejně jako u mnoha dalších postav Simpsonových se věk a datum narození Marge mění tak, aby sloužily příběhu. V epizodách 1. řady (1990) Ve víru vášně a Hezkej večer bylo Marge řečeno, že je jí 34 let. V dílu Čí je vlastně Homer? (17. řada, 2006) Marge uvádí, že smaragd by byl jejím rodným kamenem, kdyby se narodila o tři měsíce později, což její narozeniny umisťuje do února. V epizodě Myslete na Marge (17. řada, 2006) Homer zmínil, že Marge je jeho věku, což znamená, že jí mohlo být kdekoli mezi 36 a 40 lety. Během dílu Salam Banghalore (17. řada, 2006) Líza zpochybňuje Homerovu paměť na Marginy narozeniny. Když si nemůže vzpomenout, Marge vykřikne, že je má v květnu. V dílu Pařanka Marge (18. řada, 2007) uvádí, že má s hercem Randym Quaidem stejné datum narození (1. října).
Marge po většinu seriálu nepracovala, rozhodla se být ženou v domácnosti a starat se o rodinu, v průběhu seriálu však vystřídala několik jednoepizodních zaměstnání. Patří mezi ně práce jaderné techničky po boku Homera ve Springfieldské jaderné elektrárně v díle Marge jde do zaměstnání (4. řada, 1992), prodej domů v díle Marge prodává nemovitosti (9. řada, 1997), vlastnictví vlastního podniku na preclíky v díle Pokřivený svět Marge Simpsonové (8. řada, 1997) a práce v erotické pekárně v díle Sexy koláčky a hlupák v nesnázích (20. řada, 2008). Ačkoli Marge nikdy nevyjádřila nespokojenost se svou rolí ženy v domácnosti, začala ji nudit. V díle Springfieldská spojka (6. řada, 1995) se Marge rozhodla, že potřebuje ve svém životě více vzrušení, a stala se policistkou. Na konci epizody ji však rozčílila korupce ve sboru a dala výpověď.

## Postava

### Vytvoření
Matt Groening si poprvé představil Marge a zbytek rodiny Simpsonových v roce 1987 v hale kanceláře producenta Jamese L. Brookse. Groeningovi zavolali, aby navrhl sérii krátkých animovaných skečů pro pořad The Tracey Ullman Show, a měl v úmyslu představit adaptaci svého komiksu Life in Hell. Když si uvědomil, že animace Life in Hell by si vyžádala zrušení publikačních práv, rozhodl se Groening vydat jiným směrem a narychlo načrtl svou verzi dysfunkční rodiny, přičemž postavy pojmenoval podle členů své vlastní rodiny. Marge byla pojmenována po Groeningově matce Margaret „Marge“ Groeningové, která prohlásila, že se postavě příliš nepodobá, a prohlásila: „Je opravdu divné, když si lidé myslí, že jste kreslená postava.“. Margin účes ve tvaru včelího úlu byl inspirován titulní nevěstou ve filmu Frankensteinova nevěsta a stylem, který Margaret Groeningová nosila v 60. letech, ačkoli její vlasy nikdy nebyly modré.
Marge debutovala se zbytkem rodiny Simpsonových 19. dubna 1987 ve skeči Good Night v The Tracey Ullman Show, v roce 1989 byly skeče adaptovány do půlhodinového seriálu Simpsonovi vysílaného na stanici Fox Network. Marge a rodina Simpsonových zůstali hlavními postavami tohoto seriálu.
Matt Groening se domnívá, že epizody s Marge patří k těm nejtěžším na napsání. Bill Oakley je toho mínění, že „mladší“ scenáristé obvykle dostávají epizody s Marge, protože on a jeho scenáristický partner Josh Weinstein jich během první řady dostali k napsání několik. Během třetí řady seriálu se většina scenáristů soustředila na Barta a Homera, a tak se David M. Stern rozhodl napsat epizodu s Marge, ze které se stal Homer sám doma (3. řada, 1992). Měl pocit, že by mohli dosáhnout „hlubší žíly“ komedie v epizodě, kde se Marge nervově zhroutí, a James L. Brooks to rychle schválil.

### Design
Celá rodina Simpsonových byla navržena tak, aby byla rozpoznatelná v siluet. Rodina byla nakreslena hrubě, protože Groening předložil animátorům základní náčrty s tím, že je vyčistí; místo toho jen obkreslili jeho kresby. Při kreslení Marge animátoři obvykle začínají s koulí, podobně jako jsou nakresleny Líza a Maggie. Poté se nakreslí oči, přičemž jedno je zhruba uprostřed koule a druhé na přední straně hlavy. Poté se nakreslí nos a rty. Vlasy jsou následně nakresleny nahoře jako dlouhá trubka vycházející z koule. Původní nápad animátorů, když Marge procházela dveřmi, spočíval v tom, že její vlasy budou při průchodu tlačeny dolů, a jakmile se dostane ze dveří, budou pružit dopředu a dozadu. To však nebylo nikdy použito. Groeningův původní plán pro Marginy vlasy byl, že budou skrývat velké králičí uši ve stylu Life in Hell. Tento gag měl být odhalen v závěrečné epizodě seriálu, ale byl zrušen hned na začátku kvůli nesrovnalostem a také kvůli tomu, že králičí uši by byly příliš fiktivní i pro Simpsonovy.

### Hlas

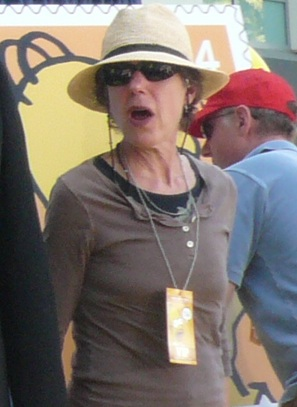
Julie Kavnerová, dabérka Marge Simpsonové v původním znění

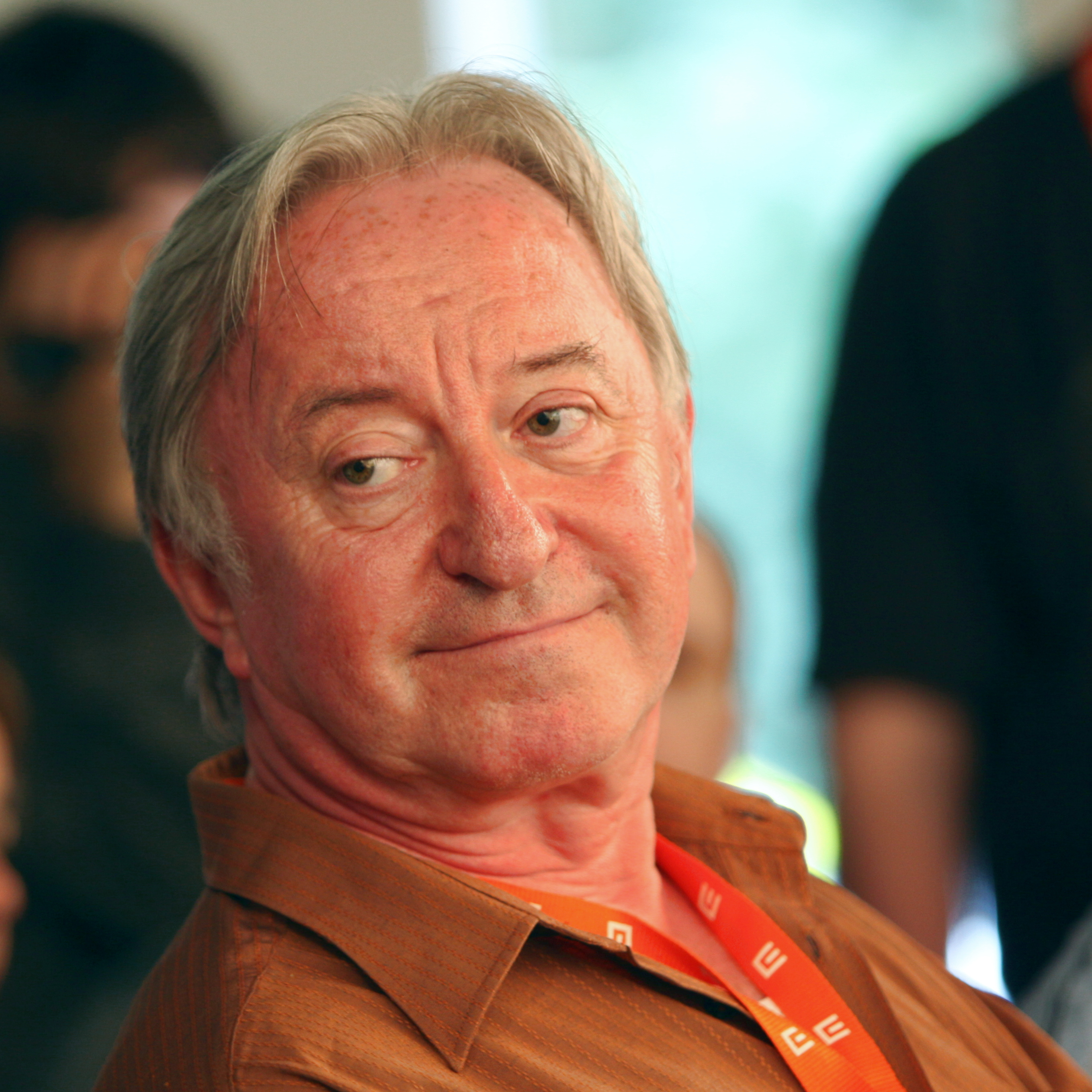
Jiří Lábus, dabér Marge Simpsonové v českém znění

Zatímco v českém znění je hlasem Marge muž, herec Jiří Lábus, v původním znění Marge namlouvá Julie Kavnerová, která také namluvila Marginu matku Jacqueline a její sestry Patty a Selmy. Kavnerová byla součástí stálého obsazení The Tracey Ullman Show. Hlasy byly potřeba pro skeče, a tak se producenti rozhodli požádat Kavnerovou a jejího kolegu Dana Castellanetu, aby namluvili hlasy Marge a Homera, místo aby najali další herce. Součástí smlouvy Kavnerové je, že nikdy nebude muset propagovat Simpsonovy na videu a hlas Marge na veřejnosti předvádí jen zřídka, protože to podle ní „ničí iluzi. Lidé mají pocit, že jsou to skuteční lidé.“ Kavnerová bere nahrávání vážně a má pocit, že dabérství je „trochu více omezující než živé hraní. A s pohybem své postavy nemám nic společného.“
Margin chraplavý hlas se jen nepatrně liší od hlasu Kavnerové, která má „medový štěrkový hlas“, což je podle jejích slov způsobeno „boulí na (jejích) hlasivkách“. Zatímco Marge je její nejznámější postavou, Kavnerová nejraději namlouvá postavy Patty a Selmy, protože „jsou opravdu vtipné a smutné zároveň“. V Simpsonových ve filmu se některé scény, jako například videozpráva Marge Homerovi, nahrávaly více než stokrát, což Kavnerovou vyčerpalo. Kristen Bellová poskytla zpívající hlas Marge v dílu Hvězda zákulisí (33. řada, 2021).
Až do roku 1998 dostávala Kavnerová za každou epizodu 30 000 dolarů. Během sporu o plat v roce 1998 společnost Fox pohrozila, že nahradí šest hlavních dabérů novými herci, a zašla tak daleko, že se chystala obsadit nové hlasy. Spor byl však brzy vyřešen a Kavnerová dostávala 125 000 dolarů za epizodu až do roku 2004, kdy dabéři požadovali, aby jim bylo vypláceno 360 000 dolarů za epizodu. Spor byl vyřešen o měsíc později a Kavnerová vydělávala 250 000 dolarů za epizodu. Po opětovném vyjednávání o platech v roce 2008 dostávali dabéři přibližně 400 000 dolarů za epizodu. O tři roky později, když společnost Fox hrozila zrušením seriálu, pokud nebudou sníženy náklady na výrobu, Kavnerová a ostatní dabéři přijali snížení platu o 30 %, tedy na něco málo přes 300 000 dolarů za epizodu.

### Osobnost
Marge je obecně stereotypní sitcomovou matkou a hraje také „trpitelskou manželku“, která snáší výstřelky svých dětí a svého otylého manžela. Zatímco problémy své rodiny obvykle bere s humorem, v dílu Homer sám doma (3. řada, 1992) jí pracovní vytížení a z toho plynoucí stres způsobily psychické zhroucení. Po pobytu na „Rancho Relaxo“, během něhož se rodina jen stěží vyrovnávala s její nepřítomností, se vrátila osvěžená a všichni slíbili, že budou pomáhat častěji. Marge často poskytuje Homerovi uzemňující názor a jejich manželství bylo často rozkolísané. Marge přiznává, že „v manželství toho snese hodně“, a několikrát Homera opustila nebo vyhodila z domu. Jednou z prvních takových epizod, která to zobrazuje, je Tajemství úspěšného manželství (5. řada, 1994), v níž Homer začne vést vzdělávací kurz o tom, jak vybudovat úspěšné manželství. Zpočátku je neúspěšný, ale získá si zájem třídy, když začne prozrazovat rodinná tajemství, z nichž se mnohá týkají Marge. Když to Marge zjistí, je rozzuřená a vyhodí ho z domu. Druhý den je Homer špinavý a rozcuchaný a prosí Marge, aby ho vzala zpátky, a tvrdí, že jediné, co jí může nabídnout a co nikdo jiný nemůže, je „naprostá a totální závislost“. Marge to zprvu nepovažuje za výhodu, ale nakonec připustí, že se díky němu „žena opravdu (cítí) potřebná“. Epizody, které zobrazují manželské problémy, jsou v posledních řadách seriálu stále častější. Přes to všechno zůstala Marge Homerovi věrná, navzdory opačným pokušením, jako například v epizodě Ve víru vášně (1. řada, 1990), kde odolá okouzlujícímu Francouzi Jacquesovi a místo toho se rozhodne zůstat s Homerem.
Marge je k Bartovi starostlivější, chápavější a pečlivější než Homer, ale často se stydí za jeho výstřelky. V díle Nemáš se čím chlubit, Marge (7. řada, 1995) měla pocit, že se o Barta stará příliš mateřsky, a začala se k němu chovat odtažitěji poté, co ho přistihli při krádeži v obchodě. Na začátku epizody Bart protestoval proti jejímu „přílišnému mateřství“, ale když se k němu začala chovat odtažitěji, cítil se kvůli tomu provinile a usmířil se s ní. Marge vyjádřila pochopení pro svého „zvláštního človíčka“ a mnohokrát se ho zastala. Jednou řekla: „Vím, že Bart umí být divoký, ale také vím, jaký je uvnitř. Má v sobě jiskru. Není to nic špatného. (…) Ale nutí ho to dělat špatné věci.“. Marge má dobrý vztah s Lízou a je vidět, že spolu obě vycházejí docela dobře. Přehnaně se ale stará o Maggie, což způsobuje, že se stává příliš lpící a závislou na Marge. Marge udržuje dobré vztahy se svou matkou Jacqueline a se sestrami Patty a Selmou, i když ty Homera odsuzují a dávají to najevo. Marge jejich kritiku toleruje, ale občas s nimi ztrácí trpělivost. O Margině zesnulém otci Clancym se v seriálu mluví jen zřídka a měl mluvenou roli pouze ve dvou epizodách. V epizodě Strach z létání (6. řada, 1994) vyšlo najevo, že Clancy Marge řekl, že je pilot, ale ve skutečnosti byl stevardem. Marge to jednoho dne zjistila a vyvinula se u ní aerofobie. V epizodě O jazzu a jiné zvířeně (18. řada, 2006) se Homer náhodně zmíní, že se kdysi zúčastnili jeho pohřbu. Nakonec bylo odhaleno, že Clancy zemřel na rakovinu plic v epizodě Nekuřte, prosím (27. řada, 2015).
Marge věří, že má vyšší morálku než většina ostatních postav, jednou vedla křížovou výpravu za rodinné hodnoty proti násilnému seriálu Itchy a Scratchy a je významnou členkou Občanského výboru pro morální hygienu. Často je hlasem rozumu pro samotné město, ale mnoho obyvatel města je frustrováno nebo opovrhováno její neschopností rozpoznat nebo správně reagovat na porušení společenských norem. Marge je jediným členem rodiny, který podporuje a často nutí k návštěvě kostela. V dílu Homer kacířem (4. řada, 1992) začne Homer chodit za školu a Marge mu řekne: „Nenuť mě, abych si vybrala mezi svým mužem a svým Bohem, protože prostě nemůžeš vyhrát.“. Přesto se zdá, že v některých epizodách Margin stereotypní postoj ovlivňuje její vztah s dcerou Lízou, která je feministka. V epizodě Líza skeptik (9. řada, 1997) je objevena „andělská kostra“, k čemuž je Líza velmi skeptická. Když Líza vypráví o lidech, kteří věří, že jde o anděla, Marge ji informuje, že ona také věří, že jde o anděla. Říká Líze: „V životě musí být něco víc než jen to, co vidíme, každý potřebuje v něco věřit.“. Navzdory svým velmi diskutabilním morálním postojům Marge bojuje s neřestmi, například se závislostí na hazardních hrách. I když se Marge naučila se svou závislostí vyrovnat, nikdy zcela nezmizela a zůstává základním problémem, na který se v seriálu občas odkazuje. Marge má také trochu problém s pitím vína, i když není tak problematické jako opilství jejího manžela Homera, přesto je to časté téma v poměrně velkém počtu epizod. O Marge je také známo, že trpí obsedantně-kompulzivní poruchou, jak se ukázalo, když vyhrála úklid domu, ale pak sama celý dům uklidila, a to tak vedlo k tomu, že omylem utrpěla amnézii. Jindy zase, když rodina musela hlídat dům pana Burnse, donutila Lízu a sebe uklidit celé sídlo.
Politicky se Marge obecně hlásí k Demokratické straně, podporovala kandidaturu pokrokové guvernérky svého státu Mary Baileyové a v obou prezidentských volbách hlasovala pro Jimmyho Cartera. Také ji hluboce zasáhla smrt Lyndona B. Johnsona, a to do té míry, že si tak moc přála, aby byl naživu, že ho stále viděla, kam se podívala.

## Přijetí

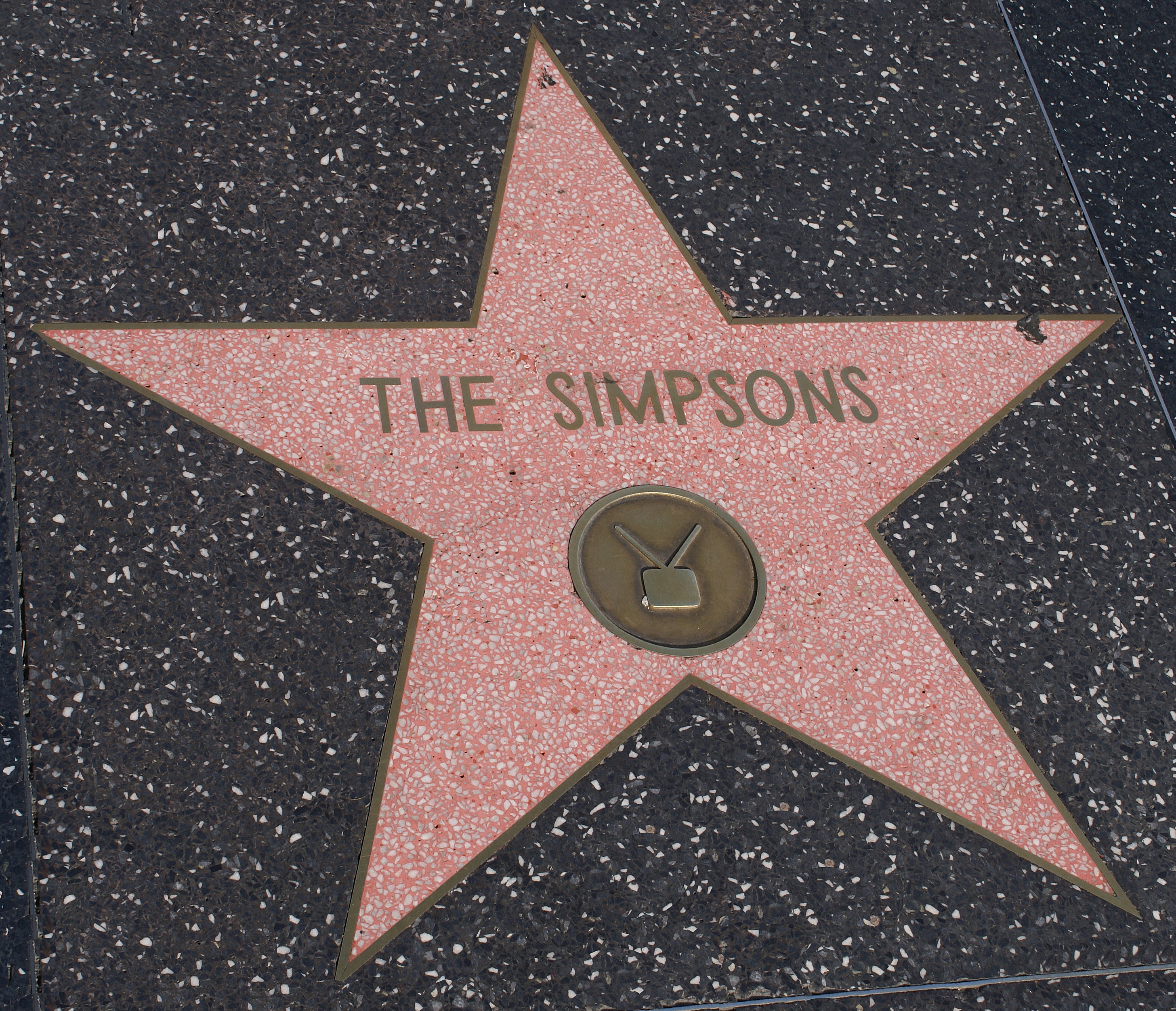
V roce 2000 získala Marge spolu s ostatními členy rodiny Simpsonových hvězdu na Hollywoodském chodníku slávy

Na 44. ročníku Primetime Emmy Awards získala Kavnerová cenu Primetime Emmy za vynikající hlasový výkon za namluvení Marge v epizodě Jak jsem si bral Marge ze 3. řady. V roce 2004 Kavnerová a Dan Castellaneta (hlas Homera) získali cenu Young Artist Award za nejoblíbenější mámu a tátu v televizním seriálu. Za svůj výkon v Simpsonových ve filmu byla Kavnerová v roce 2007 nominována na cenu Annie v kategorii nejlepší hlasový výkon v animovaném filmu, ale prohrála s Ianem Holmem, jenž cenu získal za film Ratatouille. Emocionální výkon Kavnerové ve filmu získal pozitivní recenze a jeden kritik řekl, že „podala zřejmě nejprocítěnější výkon vůbec“. Různé epizody, v nichž Marge výrazně vystupuje, byly nominovány na cenu Emmy za vynikající animovaný pořad, včetně epizody Takoví jsme nebyli z roku 2004 a epizody Ve víru vášně, která tuto cenu získala v roce 1990. V roce 2000 byla Marge a zbytku rodiny Simpsonových udělena hvězda na hollywoodském chodníku slávy, který se nachází na adrese 7021 Hollywood Boulevard.
Marge se umisťuje na předních místech v žebříčcích nejlepších televizních matek všech dob. V roce 1994 se umístila na prvním místě v seznamu časopisu Entertainment Weekly, v roce 2005 na prvním místě v seznamu Fox News, v roce 2008 na osmém místě v seznamu CityNews a byla také zařazena do seznamu 10 nejlepších matek všech dob časopisu Time. V roce 2004 byla Marge v průzkumu ve Velké Británii respondenty označena za „nejváženější matku“. Téhož roku se Marge umístila na třetím místě v průzkumu společnosti Opinion Research Company. V květnu 2012 byla Marge jednou z 12 maminek, které uživatelé serveru iVillage vybrali do svého seznamu „Mommy Dearest: The TV Moms You Love“. Server AOL označil Marge za 24. nejpamátnější ženskou televizní postavu. Její vztah s Homerem byl zařazen do seznamu nejlepších televizních párů všech dob, který sestavil časopis TV Guide.
Náboženský spisovatel Kenneth Briggs napsal: „Marge je mým kandidátem na svatost. (…) Žije v reálném světě, žije s krizemi, s chybujícími lidmi. Odpouští a dělá vlastní chyby. Je to odpouštějící, milující člověk (…), je naprosto svatá.“.

## Kulturní vliv
Ve vydání časopisu People z 1. října 1990 vyšel rozhovor s tehdejší první dámou Spojených států Barbarou Bushovou. Článek obsahoval následující pasáž: „Miluje America's Funniest Home Videos, ale po ochutnání Simpsonových zůstává zmatená. ‚Byla to ta nejhloupější věc, jakou jsem kdy viděla,‘ říká, ‚ale je to rodinná záležitost a asi je to čisté.‘ “. Autoři se rozhodli reagovat tím, že 28. září soukromě poslali Bushové zdvořilostní dopis, kde se vydávali za Marge Simpsonovou. Dne 9. října Bushová zaslala odpověď: „Milá Marge, je od tebe milé, že jsi mi napsala. Jsem rád, že jsi vyjádřila svůj názor. (…) Bláhově jsem nevěděla, že nějaký máš. Dívám se na tvůj obrázek (…) vyobrazený na plastovém kelímku (…) s tvými modrými vlasy plnými růžových ptáčků, kteří vykukují všude kolem. Zřejmě jsi se svou okouzlující rodinkou – Lízou, Homerem, Bartem a Maggie – někde tábořila. Je to pěkná rodinná scéna. Očividně dáváte zbytku země dobrý příklad. Prosím, odpusťte mi rozvázaný jazyk.“.
V roce 2002 plánovali odpůrci projektu jednokolejovky v Seattlu promítat epizodu Marge versus jednokolejka na protestní akci. Na základě stížností zaslala společnost 20th Century Fox organizátorům akce dopis, ve kterém nařizuje, aby epizoda nebyla promítána kvůli autorským právům. V roce 2004 se Marge objevila na stanici Channel 4 ve Spojeném království v rámci Alternativního vánočního poselství, které se každoročně vysílá ve stejnou dobu, kdy královna Alžběta II. pronáší své vánoční poselství.
Dne 9. dubna 2009 představila Poštovní služba Spojených států sérii pěti známek v hodnotě 44 centů, na kterých je Marge a další čtyři členové rodiny Simpsonových. Jsou to první postavy z televizního seriálu, kterým se dostalo tohoto uznání ještě v době, kdy se seriál natáčí. Známky, jejichž autorem je Matt Groening, byly k dispozici ke koupi 7. května 2009.

## Další výskyty
Marge je vyobrazena na velkém množství zboží souvisejícího se Simpsonovými, včetně triček, baseballových čepic, samolepek, stojánků, magnetů, klíčenek, knoflíků, panenek, plakátů a figurek. Objevila se v každé videohře Simpsonových. Kromě televizního seriálu se Marge pravidelně objevuje v číslech Simpsons Comics, které vycházely v letech 1993–2018. Marge hraje také roli v atrakci The Simpsons Ride, která byla spuštěna v roce 2008 v Universal Studios Florida a Hollywood.
V roce 2005 se Marge objevila v reklamě na Dove Styling, kde byly její normální vlasy ve tvaru včelího úlu vyměněny za stylovější vzhled pro sérii reklam, v nichž vystupovalo několik populárních kreslených žen.
V dubnu 2004 se Marge objevila na obálce časopisu Maxim, objevila se také na obálce listopadového čísla časopisu Playboy z roku 2009, a stala se tak první kreslenou postavičkou, která se na obálce objevila. Obálka a třístránková obrazová příloha, stejně jako příběh uvnitř s názvem Ďábel v Marge Simpsonové, připomínaly 20. výročí seriálu Simpsonovi, ale také jako součást plánu oslovit mladší čtenáře, což bylo rozhodnutí, které bylo kritizováno kvůli stránce, na níž je postava zobrazena nahá. Obrázek Darine Sternové na obálce z října 1971 posloužil jako inspirace pro obálku Playboye z listopadu 2009.